# Raúl Otxoa
Raúl Ochoa Sáinz de Aja, más conocido como Raúl Ochoa, (Vitoria, Álava, País Vasco, España, 14 de agosto de 1975) fue un futbolista español. Se desempeñaba en la posición de centrocampista. 

## Trayectoria
Raúl se formó en la cantera del Athletic Club. En 1994 dio el salto al Bilbao Athletic. El 6 de noviembre de 1996 debutó con el Athletic Club, en una victoria por 0 a 3 ante el Zalla en Copa del Rey. Jugó dos partidos más con el primer equipo rojiblanco en la competición copera.
En la temporada 1998-99 salió cedido al Racing de Ferrol, aunque en enero se marchó al CE Sabadell FC. En el año 2000 fichó por el GD Chaves portugués, donde pasó dos campañas. Regresó al club arlequinado para la temporada 2002-03. Su último club fue el Amurrio, donde se retiró en 2005.

## Selección nacional
Fue internacional sub-20 en seis ocasiones durante el Mundial sub-20 de Catar de 1995, donde anotó dos goles ante la selección chilena.

## Clubes
| Club                    | País     | Temporada   |
| ----------------------- | -------- | ----------- |
| Bilbao Athletic         | España   | 1994 - 1998 |
| Athletic Club           | España   | 1996 - 1997 |
| Racing de Ferrol        | España   | 1998        |
| CE Sabadell             | España   | 1999 - 2000 |
| Grupo Desportivo Chaves | Portugal | 2000 - 2002 |
| CE Sabadell             | España   | 2002 - 2003 |
| Amurrio                 | España   | 2003 - 2005 |